# Google Groups
Google Groups ist ein vom US-amerikanischen Unternehmen Google LLC betriebener Onlinedienst, der es erlaubt, bestimmte Internetforen zu durchsuchen und zu nutzen. Auch eigene Foren („Gruppen“) können eingerichtet werden. Sie können sowohl über eine Webschnittstelle als auch per E-Mail oder über einen Web-Feed genutzt werden.
Es gibt eine Hauptseite, die im Wesentlichen aus einer Eingabezeile für Suchbegriffe besteht, als auch eine Suche für Fortgeschrittene. Diese lässt die Beschränkung der Suche auf Autoren, Zeiträume, Sprachen, Gruppen und andere Kriterien zu.
Am 15. Dezember 2023 kündigte Google an, dass Google Groups ab dem 22. Februar 2024 keine neuen Usenet-Inhalte mehr posten oder anzeigen wird, wobei bestehende Archive weiterhin verfügbar bleiben.

## Geschichte

### Usenet-Archiv
Das US-amerikanische Unternehmen Google Inc. kaufte 2001 die Datenbestände der insolventen Betreiberfirma des Usenet-Archivs Deja News auf. Dabei handelte es sich um etwa eine halbe Milliarde Artikel.
Google selbst hatte zu diesem Zeitpunkt bereits Usenet-Artikel gesammelt und von Privatleuten und aus CD-Artikelsammlungen zusammengetragen. Durch diese Ergänzungen reicht das Archiv bis ins Jahr 1981 (zwei Jahre nach der Gründung des Usenet) zurück. Im Februar 2001 stellte man die kombinierte Datenmenge zur Verfügung.
Nachdem AltaVista und Remarq ähnliche Dienstleistungen aufgegeben haben, verbleibt Google Groups als einziges öffentlich zugängliches Usenet-Archiv mit dem Anspruch, die meisten Text-Newsgroups durchsuchbar zu machen.
Google Groups lässt sich dazu nutzen, Artikel in bestimmten Gruppen zu lesen, inklusive einer Thread-Ansicht und einem RSS-Feed. Wer ein kostenloses Benutzerkonto anlegt, kann auch selbst Artikel verfassen. Sowohl beim Lesen als auch beim Schreiben gibt es jedoch Einschränkungen im Vergleich mit Newsreadern.
Im Dezember 2023 kündigte Google an, die Anbindung an das textbasierte Usenet und dessen Archivierung mit Wirkung vom 22. Februar 2024 einzustellen. Den bis dahin archivierten Bestand werde man weiterhin vorhalten, es werde aber nicht mehr möglich sein, von Google Groups aus ins Usenet zu posten. Als Gründe wurden die nachlassende Nutzung und Spam genannt. Die Benutzer wurden auf die noch bestehenden Usenet-Server verwiesen.

### Eigene Google-Gruppen
2004 wurde Google Groups erweitert, so dass neben dem Lesen und Schreiben von Artikeln in Newsgroups auch neue Diskussionsforen eingerichtet werden können. Diese sind auf Google Groups beschränkte Webforen und stehen in keiner Verbindung zum Usenet. Außerdem können seitdem Mailinglisten eingerichtet werden, ähnlich wie bei dem Wettbewerber Yahoo Groups. Einer privaten Google Group kann man mittlerweile nur noch mit Googleaccount beitreten. Das Hinzufügen von Empfängern wurde generell entfernt.

### Google Groups heute
Diese beiden Teile von Google Groups bestehen fort, allerdings wurde der Dienst zunehmend weniger in die anderen Angebote von Google integriert. Beispielsweise werden in der allgemeinen Google Websuche mittlerweile keine Treffer mehr aus Google Groups angezeigt. Hierzu muss in der allgemeinen Websuche der Unterpunkt „Diskussionen“ aus der Navigationsleiste ausgewählt werden. Andererseits wurde der Index von Google Groups auf allgemeine Webforen ausgedehnt – dies auf Kosten des Usenet, das derzeit kaum noch nachgewiesen wird, abgesehen vom direkten und gezielten Durchsuchen von Newsgroups. Im Übrigen steht Google Groups eher im Schatten der anderen populären Dienste und wird auch in der Presse deutlich weniger beachtet.

## Privatsphäre
Anders als bei den meisten Newsservern werden Artikel im Archiv von Google Groups unbegrenzt vorgehalten. Deshalb sind die Aussagen der Autoren permanent in Google Groups auffindbar und mit ihrem Namen verknüpft. Besonders bei regelmäßig schreibenden Autoren lässt sich so einfach ein mehr oder weniger aussagekräftiges Persönlichkeitsprofil erstellen. Außerdem erstellt Google von jedem Teilnehmer an Gruppen automatisch ein Profil, das abgerufen werden kann. Dies gilt auch für Newsgroups, also auch für Benutzer, die kein Konto bei Google eingerichtet haben und über einen Newsreader und einen Newsserver ins Usenet posten. Die Daten von Google Groups können von anderen Diensten (z. B. Yasni) im Internet ausgelesen und reproduziert werden, was immer häufiger zu Kritik führt.
Schon Google-Groups-Vorgängerdienst Deja News hatte deswegen zwei Möglichkeiten bereitgestellt, die eigenen Beiträge von der Archivierung auszunehmen: Zum einen lassen sich beim sogenannten Nuking Listen von Message-ID-Werten der zu entfernenden Artikel angeben. Andererseits kann man im Artikel selbst über die Headerzeile X-No-Archive darum bitten, einen Artikel nicht in Archive aufzunehmen. Google Groups unterstützt beide Ansätze. Diese Angaben werden aber nicht bei der Erstellung des oben erwähnten Profils berücksichtigt. Hierbei erstellt Google eine vollständige Posting-Statistik, die dauerhaft abrufbar ist, auch im Nachhinein für einen Zeitraum von mehreren Jahren, aufgeschlüsselt nach Beiträgen pro Monat. Der Abruf erfolgt über den Link „Profil anzeigen“ neben dem Namen des Benutzers in der Thread-Ansicht.